# 다이쇼 로망

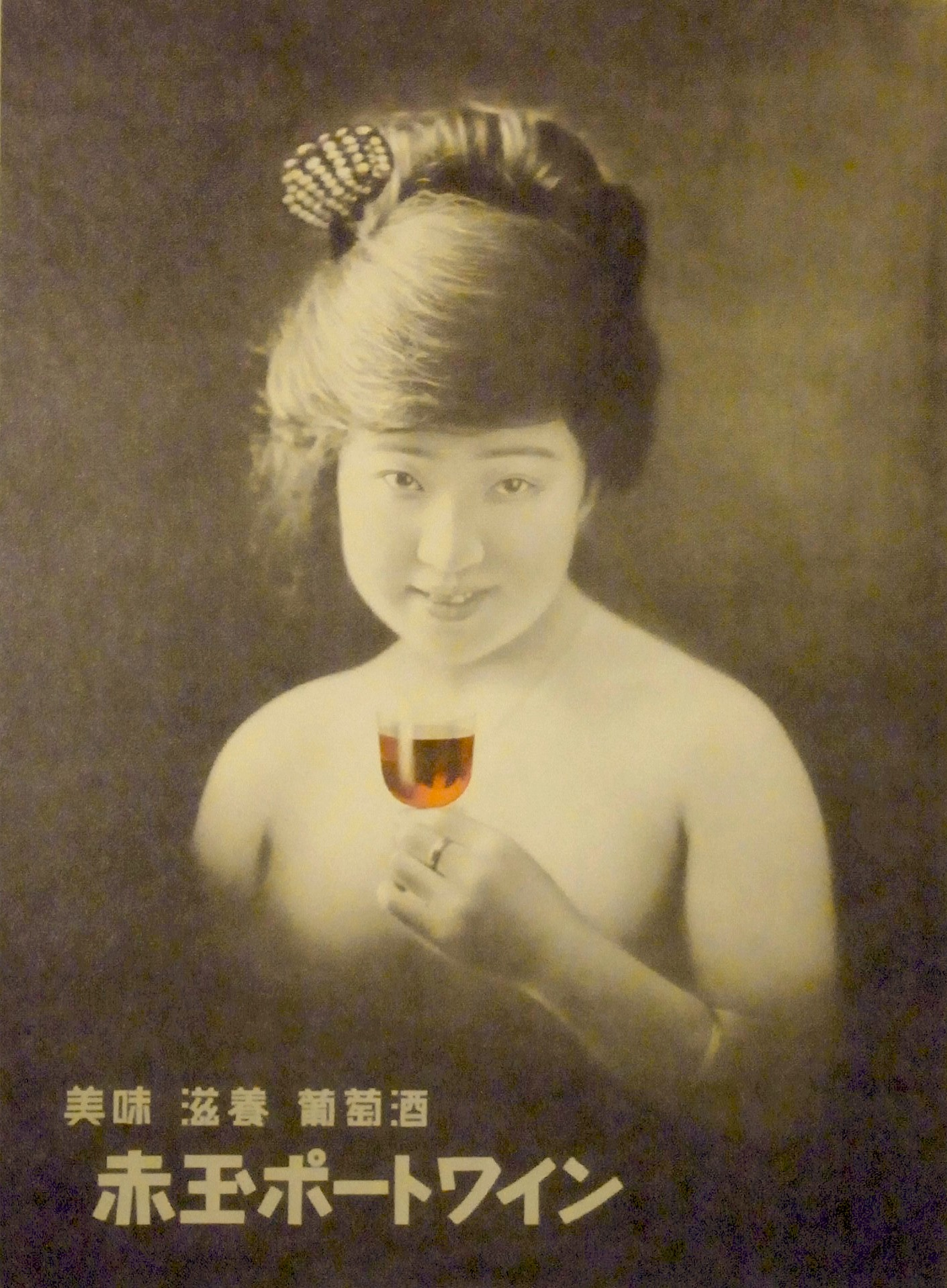
코토부키야(현 산토리)의 아카다마 포트와인 광고. 일본 최초의 누드광고이다. 1922년(다이쇼 11년) 작품.

다이쇼 로망(일본어: 大正ロマン)은 다이쇼 시대의 문화현상이다. 종종 다이쇼 낭만(大正浪漫)이라고도 표기된다. 19세기 유럽에서 전개된 정신운동인 로망주의(= 낭만주의)의 영향을 받아("로망"을 "낭만"으로 옮긴 것은 나츠메 소세키가 처음으로 알려져 있다) 다이쇼 시대의 개인해방과 신시대의 이상주의가 만연한 듯한 풍조를 이렇게 부르게 되었다. 다만 일본에서 예술사조로서의 낭만주의 자체는 메이지 말기에 시작해서 일찌감치 다이쇼 초기에 자연주의로 전환되어 끝났다.
다이쇼 시대는 15년간으로 짧지만 국내외 격동의 시대였다. 일본은 청일전쟁과 러일전쟁의 2차례 전승을 거쳐 제국주의 5대국의 반열에 들게 되었고, 제1차 세계대전에 참전, 역시 승전국이 되면서 국위선양의 분위기가 들끓던 시대였다. 서유럽 선진국의 산업혁명의 영향을 받아 메이지 시대 45년간 진행된 산업화 덕에 경제는 꾸준히 발전했고, 유통과 상업이 비약적으로 발전했다. 철도망 형성과 증기선 수운이 발달, 이에 병행하여 마을과 도시의 기반이 형성되었다. 다이쇼 시대 들어서는 근교철도가 부설되고 도로망이 확대되면서 자동차와 승합버스 같은 도시 내 교통수단도 발전, 도시화가 촉진되었다. 녹음과 활동사진의 출현, 전보와 전화기술의 발달, 그리고 새로운 인쇄기법에 의핸 대중을 위한 신문・서적・잡지의 보급 등이 새로운 미디어가 되면서 문화・정보의 전파도 확대적으로 도약했다.
경제적으로는 상인의 지위가 메이지 시대의 경제자유화와 함께 상승했다. 서양에서 배워온 회사제도가 발달하면서 사기업이 발전, 선진국에 진입하면서 일본 기업들은 세계를 향해 대규모화해 나간다. 또한 왕성한 일본 시장을 겨냥한 웨스팅하우스 일렉트릭, 유니버설 픽처스 등 구미 기업의 진출이 잇따랐다. 1차대전 승전의 결과 패전국 독일로부터 남양군도를 뜯어와 그 땅의 개척도 진행되었다. 또한 대전경기와 투기의 성공으로 졸부(成金) 계층이 등장하면서 입신출세의 야망이 관직 뿐 아니라 사업을 향해서도 열리게 되었다.
중산층 사이에는 다이쇼 데모크라시 민본주의가 대두, 일반 민중과 여성의 지위향상을 꾀하게 되었고, 서양 문화의 영향을 받은 새로운 문예・미술・음악・연극 등 예술이 유포되어 사상적으로도 자유와 개방의 역동적인 분위기가 만발했다. 도시를 중심으로 수입산 애호, 대중문화와 소비문화가 꽃을 피웠다. 하지만 농촌지역은 아직도 근대화가 진행 중이었으며 메이지 초기와 변함없는 봉건적 문화가 유지되었다.
그러나 다이쇼 시대 후반 들어 전후 공황과 관동대지진 등으로 인한 경제의 심한 기복, 새 시대의 급격한 변화에 대응할 수 없는 스트레스도 표면화된다. 도시화와 산업화는 방대한 노동자계급을 만들어냈고, 해외의 사회변혁운동에 호응한 사회주의 운동이 큰 파도가 되어 지배층을 위협했다. 또한 부유계층에서도 아직 극복되지 않은 폐결핵 등의 질병에 의한 유명인사의 죽음도 어두운 그림자를 드리웠다. 지식인 사이에서는 개인주의와 이상주의가 강하게 의식되면서 새로운 시대로의 도약에 마음 설레면서도 동시에 사회불안에 시달리는 심리적 마찰이 있었다. 쇼와 시대에 유행한 자유연애와 동반자살, 작가나 예술가의 자살 같은 것이 유행하기 시작한 것도 이 무렵부터다.
대중매체의 유포와 함께 정보의 증폭이 전해져 시대의 불안에 어떤 종류의 퇴폐적이고 허무적인 분위기도 자아졌다. 이 배경에는 19세기 후반에 유럽에서 흥한 유미주의와 다다이즘의 영향도 엿보인다. 예술작품은 아르누보와 아르데코, 표현주의 등 세기말 예술의 영향을 받은 것도 많았다. 한편 공산주의나 무정부주의 같은 "위험사상"은 단속, 압박의 대상이 되었다.
"다이쇼 로망"은 신시대의 맹아를 나타내는 의미에서 모더니즘(근대화)에서 파생된 다이쇼 모던(大正モダン)이라는 말과 동렬로 취급되기도 한다. 화려하지만 퇴폐적이고 불안했던 "다이쇼 로망"은 "다이쇼 모던"과 동시대의 앞뒷면 관계라고 할 수 있다. 재위가 짧았던 다이쇼 천황이 승하하고 지진재해 등에 의한 경제의 폐색감과 함께 다이쇼 시대가 끝난다. 이후 세계 대공황과 함께 쇼와 시대가 열리지만, 다이쇼 모던의 흐름은 단절되지 않고 쇼와 모던으로 이어진다.

## 같이 보기
- 한신칸 모더니즘
- 노스탤지어
- 광란의 20년대

## 참고 문헌
- 亀井高孝・三上次男・林健太郎編『標準世界史年表』吉川弘文館、2003年。 ISBN 4642078126
- 児玉幸多編『標準日本史年表』吉川弘文館、1999年。 ISBN 4642078029